# 霹靂追魂彈
《霹靂追魂彈》（英語：Runaway）是一部於1984年拍攝的美國科幻動作片，由迈克尔·克莱顿自編自導，主要演員包含湯姆·謝立克、吉恩·西蒙斯、Cynthia Rhodes與柯丝蒂·阿利。

## 演員
- 湯姆·謝立克飾演Sergeant Jack R. Ramsay
- Cynthia Rhodes（英语：Cynthia Rhodes）飾演Officer Karen Thompson
- 吉恩·西蒙斯飾演Dr. Charles Luther
- 柯丝蒂·阿利飾演Jackie Rogers
- Stan Shaw（英语：Stan Shaw）飾演Sergeant Marvin James
- G.W. Bailey（英语：G.W. Bailey）飾演Chief of Police
- Joey Cramer（英语：Joey Cramer）飾演Bobby Ramsay
- Chris Mulkey（英语：Chris Mulkey）飾演David Johnson
- Sullivan Walker（英语：Sullivan Walker）飾演K.C.
- Anne-Marie Martin（英语：Anne-Marie Martin）飾演Hooker At Bar
- 米高·保羅·陳飾演Wilson, Vectrocon Security Guard
- Babz Chula（英语：Babz Chula）飾演Construction Foreperson
- Marilyn Schreffler（英语：Marilyn Schreffler）飾演Voice of Lois
- Elizabeth Norment（英语：Elizabeth Norment）飾演Miss Shields
- Carol Teesdale飾演Sally
- Paul Batten飾演Harry
- Betty Phillips飾演Linda
- Stephen Thorne（英语：Stephen Thorne）飾演Tommy
- Stephen E. Miller飾演Rudy
- Cec Verrell（英语：Cec Verrell）飾演Hooker
- Amber Borycki飾演Baby（未掛名）

## 評價
本片在影評人之間的評價褒貶不一。爛番茄根據23篇影評給出48%的「新鮮度」。柯丝蒂·阿利憑藉演出本片而入圍第12屆土星獎最佳女配角。

## 外部連結
- 互联网电影数据库（IMDb）上《霹靂追魂彈》的资料（英文）
- AllMovie上《Runaway》的资料（英文）
- TCM电影资料库上《霹靂追魂彈》的资料（英文）
- 美国电影学会目录上的《霹靂追魂彈》（英文）
- 爛番茄上《霹靂追魂彈》的資料（英文）
- Box Office Mojo上《霹靂追魂彈》的資料（英文）
- Appreciation of film （页面存档备份，存于） at Den of Geek（英语：Den of Geek）